# KNVB-Pokal 2020/21
Der KNVB-Pokal 2020/21 war die 103. Auflage des niederländischen Fußball-Pokalwettbewerbs. Inklusive der zwei Qualifikationsrunden nahmen 110 Mannschaften an dem Wettbewerb teil; die 34 Vereine der beiden Profiligen (ohne die vier dort spielenden Reserveteams) und 76 Amateurmannschaften aus den Ligaebenen 3 bis 8.
Die erste Qualifikationsrunde begann am 29. August 2020, das Finale wurde am 18. April 2021 ausgetragen. Pokalsieger wurde Ajax Amsterdam durch ein 2:1 im Finale gegen Vitesse Arnheim.

## Teilnehmende Teams
| Eredivisie (18) (Level 1) | Eredivisie (18) (Level 1) | Eerste Divisie (16) (Level 2) | Eerste Divisie (16) (Level 2) |
| --- | --- | --- | --- |
| - Ajax Amsterdam - ADO Den Haag - AZ Alkmaar - FC Emmen - Feyenoord Rotterdam - FC Groningen - SC Heerenveen - Heracles Almelo - PSV Eindhoven           | - Fortuna Sittard - Sparta Rotterdam - FC Twente Enschede - FC Utrecht - Vitesse Arnheim - VVV-Venlo - RKC Waalwijk - Willem II Tilburg - PEC Zwolle | - Almere City - SC Cambuur - FC Den Bosch - NAC Breda - FC Dordrecht - FC Eindhoven - Excelsior Rotterdam - BV De Graafschap          | - Go Ahead Eagles - Helmond Sport - MVV Maastricht - NEC Nijmegen - Roda JC Kerkrade - TOP Oss - SC Telstar 1963 - FC Volendam                   |
| Tweede Divisie (16) (Level 3) | | | |
| - AFC Amsterdam - ASWH - SV De Treffers - Excelsior Maassluis                                                                                            | - GVVV - HHC Hardenberg - VV IJsselmeervogels - VV Katwijk                                                                                           | - Koninklijke HFC - Kozakken Boys - VV Noordwijk - K.v.v. Quick Boys                                                                  | - Rijnsburgse Boys - SVV Scheveningen - SV Spakenburg - SV TEC                                                                                   |
| Derde Divisie (36) (Level 4) | | | |
| - ACV Assen - ADO '20 Heemskerk - Ajax Amsterdam Amateure - BVV Barendrecht - Blauw Geel '38 - RKVV DEM Beverwijk - VV Dongen - VV DOVO - DVS '33 Ermelo | - EVV Echt - Excelsior ’31 Rijssen - VV Gemert - VV GOES - RKSV Groene Ster - Harkemase Boys - HSV Hoek - USV Hercules - HSC ’21 Haaksbergen         | - HVV Hollandia - VV Hoogland - JOS Watergraafsmeer - FC Lisse - ODIN '59 - OFC Oostzaan - SV OSS '20 - Quick Den Haag - VV Sint Bavo | - VV Sparta Nijkerk - Sportlust '46 - VV Staphorst - VV SteDoCo - Ter Leede Sassenheim - VVOG Harderwijk - VV UNA - GVV Unitas - RKVV Westlandia |
| Hoofdklasse (9) (Level 5) | | | |
| - Achilles Veen - AWC Wijchen - VV Buitenpost | - VV Capelle - VV DUNO Doorwerth | - VV Flevo Boys - VV Hoogeveen | - VV Scherpenzeel - FC Rijnvogels |
| Eerste Klasse (11) (Level 6) | Eerste Klasse (11) (Level 6) | Tweede Klasse (3) (Level 7) | Derde Klasse (1) (Level 8) |
| - AFC Amsterdam - RKVV Best Vorruit - SV Den Hoorn - DTS Ede - RKVV Erp - VV Hoogezand                                                                   | - VV Sliedrecht - SC Susteren - SV Venray - DOS Kampen - RODA ʼ46 Leusden                                                                            | - NWC Asten - RKSV Cluzona - SVC ʼ08 Wassenaar                                                                                        | - DWOW Wieringermeer |

## Termine
| Runde                  | Termine                        |
| ---------------------- | ------------------------------ |
| 1. Qualifikationsrunde | 29. – 30. August 2020          |
| 2. Qualifikationsrunde | 6. – 13. Oktober 2020          |
| 1. Runde               | 26. Oktober – 2. Dezember 2020 |
| 2. Runde               | 15. – 17. Dezember 2020        |
| Achtelfinale           | 19. – 21. Januar 2021          |
| Viertelfinale          | 9. – 17. Februar 2021          |
| Halbfinale             | 2. – 3. März 2021              |
| Finale                 | 18. April 2021                 |

## 1. Qualifikationsrunde
Teilnehmer: Die 24 Halbfinalisten des Bezirkspokals und die 36 Mannschaften der Derde Divisie.
| Datum      |                           | Ergebnis                         |                             |
| ---------- | ------------------------- | -------------------------------- | --------------------------- |
| 29.08.2020 | DVS '33 Ermelo (4)        | 3:0 (1:1)                        | VV Dongen (4)               |
| 29.08.2020 | FC Rijnvogels (4)         | 1:1 n. V. (1:1, 1:0) (4:2 i. E.) | VV Dongen (4)               |
| 29.08.2020 | VV Capelle (5)            | 4:0 (2:0)                        | VV Hoogland (4)             |
| 29.08.2020 | Harkemase Boys (4)        | 6:0 (2:0)                        | USV Hercules (4)            |
| 29.08.2020 | Ter Leede Sassenheim (4)  | 6:2 (3:0)                        | VV Hoogezand (6)            |
| 29.08.2020 | HSV Hoek (4)              | 1:3 (0:2)                        | OFC Oostzaan (4)            |
| 29.08.2020 | DTS Ede (6)               | 4:0 (2:0)                        | RKVV Best Vorruit (6)       |
| 29.08.2020 | VV SteDoCo (4)            | 10:0 (8:0)0                      | SV Den Hoorn (6)            |
| 29.08.2020 | DWOW Wieringermeer (8)    | 2:5 (0:1)                        | VV Buitenpost (5)           |
| 29.08.2020 | Achilles ’29 (5)          | 5:0 (3:0)                        | NWC Asten (7)               |
| 29.08.2020 | VV Scherpenzeel (5)       | 2:3 (1:1)                        | RKSV Groene Ster (4)        |
| 29.08.2020 | RKSV Cluzona (7)          | 0:4 (0:1)                        | VV Sparta Nijkerk (4)       |
| 29.08.2020 | BVV Barendrecht (4)       | 5:0 (3:0)                        | RKVV Erp (6)                |
| 29.08.2020 | VV GOES (4)               | 1:0 n. V.                        | Sportlust '46 (4)           |
| 29.08.2020 | VVOG Harderwijk (4)       | 2:0 n. V.                        | RKVV DEM Beverwijk (4)      |
| 29.08.2020 | DOS Kampen (6)            | 0:0 n. V. (5:4 i. E.)            | EVV Echt (4)                |
| 29.08.2020 | RODA ʼ46 Leusden (6)      | 1:1 n. V. (0:0, 0:0) (4:3 i. E.) | ADO '20 Heemskerk (4)       |
| 29.08.2020 | AWC Wijchen (5)           | 3:4 n. V. (1:1, 0:1)             | ODIN '59 (4)                |
| 29.08.2020 | VV Hoogeveen (5)          | 2:2 n. V. (2:2, 1:0) (1:4 i. E.) | VV DOVO (4)                 |
| 29.08.2020 | VV Sliedrecht (6)         | 2:2 n. V. (2:2, 2:1) (4:3 i. E.) | VV Sint Bavo (4)            |
| 29.08.2020 | ACV Assen (4)             | 0:2 (0:0)                        | VV Gemert (4)               |
| 29.08.2020 | FC Lisse (4)              | 3:0 (1:0)                        | Blauw Geel '38 (4)          |
| 29.08.2020 | SVC ʼ08 Wassenaar (7)     | 1:5 (0:3)                        | Quick Den Haag (4)          |
| 29.08.2020 | SV OSS '20 (4)            | 5:2 (2:1)                        | Ajax Amsterdam Amateure (4) |
| 29.08.2020 | HVV Hollandia (4)         | 0:0 n. V. (1:3 i. E.)            | VV Flevo Boys (5)           |
| 29.08.2020 | AFC Amsterdam (6)         | 1:2 (0:1)                        | GVV Unitas (4)              |
| 29.08.2020 | Excelsior ’31 Rijssen (4) | 3:0 (3:0)                        | SC Susteren (6)             |
| 29.08.2020 | VV Staphorst (4)          | 2:0 (1:0)                        | HSC ’21 Haaksbergen (4)     |
| 29.08.2020 | VV DUNO Doorwerth (4)     | 1:3 (0:1)                        | VV UNA (4)                  |
| 30.08.2020 | RKVV Westlandia (4)       | 4:1 (0:1)                        | SV Venray (6)               |

In Klammern das jeweilige Ligalevel.

## 2. Qualifikationsrunde
Teilnehmer: Die 30 Gewinner der 1. Qualifikationsrunde und 10 der 16 Mannschaften aus der Tweede Divisie.
Die anderen sechs Teams erhielten ein Freilos: (HSV Hoek, VV SteDoCo, VV Sparta Nijkerk und FC 's-Gravenzandse), sowie die zwei Periodensieger VV IJsselmeervogels und VV Katwijk.
| Datum      |                           | Ergebnis                           |                          |
| ---------- | ------------------------- | ---------------------------------- | ------------------------ |
| 06.10.2020 | VV GOES (4)               | 1:1 n. V. (1:1, 0:1) (14:15 i. E.) | ODIN '59 (4)             |
| 06.10.2020 | VV DOVO (4)               | 0:1 (0:1)                          | DVS '33 Ermelo (4)       |
| 06.10.2020 | VV Sparta Nijkerk (4)     | 2:3 (1:0)                          | Rijnsburgse Boys (3)     |
| 06.10.2020 | VV Noordwijk (3)          | 2:3 n. V. (2:2, 1:1)               | VV Sliedrecht (6)        |
| 06.10.2020 | VV Staphorst (4)          | 5:2 (1:1)                          | ASWH (3)                 |
| 06.10.2020 | SV De Treffers (3)        | 1:2 n. V. (1:1, 0:0)               | BVV Barendrecht (4)      |
| 06.10.2020 | HHC Hardenberg (3)        | 3:2 n. V. (2:2, 2:1)               | GVVV (3)                 |
| 06.10.2020 | SV Spakenburg (3)         | 0:1 (0:0)                          | AFC Amsterdam (6)        |
| 06.10.2020 | VV Buitenpost (5)         | 1:1 n. V. (1:1, 0:1) (5:6 i. E.)   | VV Capelle (5)           |
| 06.10.2020 | Excelsior Maassluis (3)   | 4:1 (2:0)                          | Ter Leede Sassenheim (4) |
| 06.10.2020 | FC Lisse (4)              | 0:3 (0:1)                          | VV SteDoCo (4)           |
| 06.10.2020 | Harkemase Boys (4)        | 5:2 (1:1)                          | VV Flevo Boys (5)        |
| 07.10.2020 | Excelsior ’31 Rijssen (4) | 2:3 n. V. (2:2, 1:2                | RKSV Groene Ster (4)     |
| 07.10.2020 | OFC Oostzaan (4)          | 7:1 (1:1)                          | DOS Kampen (6)           |
| 07.10.2020 | FC Rijnvogels (5)         | 2:4 (1:0)                          | VV UNA (4)               |
| 07.10.2020 | Kozakken Boys (3)         | 1:0 (0:0)                          | RKVV DEM Beverwijk (4)   |
| 07.10.2020 | Achilles Veen (5)         | 2:0 (0:0)                          | VV Gemert (4)            |
| 07.10.2020 | Koninklijke HFC (3)       | 0:1 (0:1)                          | SV OSS '20 (4)           |
| 07.10.2020 | DTS Ede (6)               | 3:1 n. V. (1:1, 0:0)               | GVV Unitas (4)           |
| 13.10.2020 | K.v.v. Quick Boys (4)     | 5:0 (2:0)                          | RODA ʼ46 Leusden (6)     |

In Klammern das jeweilige Ligalevel.

## 1. Runde
Teilnehmer: Die 20 Sieger der 2. Qualifikationsrunde, die 6 Mannschaften der Tweede Divisie, die ein Freilos oder Periodensieger waren, sowie die 30 Profiklubs aus der Eredivisie und der Eerste Divisie. Die 4 Erstligisten, die in einem europäischen Pokalwettbewerb antraten (Ajax, AZ, Feyenoord, PSV) waren von der Teilnahme an der 1. Runde freigestellt.
Nach Aussetzung des Amateurfußballs aufgrund neuer Corona-Maßnahmen wurden die Spiele mit Beteiligung von Amateurvereinen zunächst auf den 1. und 2. Dezember 2020 verschoben.
| Datum      |                         | Ergebnis                         |                         |
| ---------- | ----------------------- | -------------------------------- | ----------------------- |
| 26.10.2020 | Excelsior Rotterdam (2) | 4:0 (2:0)                        | Helmond Sport (2)       |
| 26.10.2020 | Go Ahead Eagles (2)     | 6:0 (5:0)                        | NAC Breda (2)           |
| 27.10.2020 | FC Twente Enschede (1)  | 1:3 (0:2)                        | BV De Graafschap (2)    |
| 27.10.2020 | SC Heerenveen (1)       | 3:1 (3:1)                        | TOP Oss (2)             |
| 27.10.2020 | VVV-Venlo (1)           | 4:2 (0:1)                        | FC Den Bosch (2)        |
| 27.10.2020 | FC Dordrecht (2)        | 2:4 (1:3)                        | FC Utrecht (1)          |
| 28.10.2020 | ADO Den Haag (1)        | 1:1 n. V. (1:1, 0:1) (5:3 i. E.) | Sparta Rotterdam (1)    |
| 28.10.2020 | FC Emmen (1)            | 2:0 (0:0)                        | FC Eindhoven (2)        |
| 28.10.2020 | Heracles Almelo (1)     | 3:0 (1:0)                        | SC Telstar 1963 (2)     |
| 28.10.2020 | RKC Waalwijk (1)        | 2:2 n. V. (2:2, 0:2) (4:5 i. E.) | SC Cambuur (2)          |
| 28.10.2020 | Roda JC Kerkrade (2)    | 0:2 (0:2)                        | Fortuna Sittard (1)     |
| 01.12.2020 | BVV Barendrecht (4)     | abgesagt                         | Achilles Veen (5)       |
| 01.12.2020 | DTS Ede (6)             | abgesagt                         | K.v.v. Quick Boys (4)   |
| 01.12.2020 | ODIN '59 (4)            | abgesagt                         | FC Volendam (2)         |
| 01.12.2020 | OFC Oostzaan (4)        | abgesagt                         | MVV Maastricht (2)      |
| 01.12.2020 | Rijnsburgse Boys (3)    | abgesagt                         | Excelsior Maassluis (3) |
| 01.12.2020 | SVV Scheveningen (3)    | abgesagt                         | Almere City (2)         |
| 01.12.2020 | VV Sliedrecht (6)       | abgesagt                         | VV IJsselmeervogels (3) |
| 01.12.2020 | VV Staphorst (4)        | abgesagt                         | PEC Zwolle (1)          |
| 02.12.2020 | VV Capelle (5)          | abgesagt                         | AFC Amsterdam (6)       |
| 02.12.2020 | DVS '33 Ermelo (4)      | abgesagt                         | Willem II Tilburg (1)   |
| 02.12.2020 | HHC Hardenberg (3)      | abgesagt                         | Vitesse Arnheim (1)     |
| 02.12.2020 | Kozakken Boys (3)       | abgesagt                         | Harkemase Boys (4)      |
| 02.12.2020 | SV OSS '20 (4)          | abgesagt                         | VV Katwijk (3)          |
| 02.12.2020 | Quick Den Haag (4)      | abgesagt                         | NEC Nijmegen (2)        |
| 02.12.2020 | SV TEC (3)              | abgesagt                         | FC Groningen (1)        |
| 02.12.2020 | VV UNA (4)              | abgesagt                         | RKSV Groene Ster (4)    |
| 02.12.2020 | RKVV Westlandia (4)     | abgesagt                         | VV SteDoCo (4)          |

In Klammern das jeweilige Ligalevel.

## 2. Runde
Aufgrund der Corona-Maßnahmen wurden alle Amateurvereine vom Turnier ausgeschlossen. Dadurch verblieben 23 Profivereine. 11 hatten sich sportlich qualifiziert, 8 kamen kampflos in diese Runde, sowie die vier Eredivisie-Mannschaften, die in einem europäischen Pokalwettbewerb antraten (Ajax, PSV, Feyenoord und AZ).
Neun Klubs erhielten in dieser Runde ein Freilos: ADO, AZ, Feyenoord, Fortuna Sittard, SC Heerenveen, Heracles, MVV, NEC und der FC Volendam.
| Datum      |                         | Ergebnis  |                     |
| ---------- | ----------------------- | --------- | ------------------- |
| 15.12.2020 | Excelsior Rotterdam (2) | 2:0 (0:0) | PEC Zwolle (41      |
| 15.12.2020 | FC Emmen (1)            | 2:1 (0:1) | FC Groningen (1)    |
| 16.12.2020 | Almere City (2)         | 1:4 (1:2) | VVV-Venlo (1)       |
| 16.12.2020 | BV De Graafschap (4)    | 1:2 (0:0) | PSV Eindhoven (1)   |
| 16.12.2020 | Ajax Amsterdam (1)      | 5:4 (2:1) | FC Utrecht (1)      |
| 17.12.2020 | SC Cambuur (2)          | 1:2 (1:1) | Go Ahead Eagles (2) |
| 17.12.2020 | Willem II Tilburg (1)   | 0:2 (0:1) | Vitesse Arnheim (1) |

In Klammern das jeweilige Ligalevel.

## Achtelfinale
Teilnehmer: Die 7 Sieger der 2. Runde und die 9 Klubs mit Freilos in der letzten Runde.
| Datum      |                         | Ergebnis                         |                         |
| ---------- | ----------------------- | -------------------------------- | ----------------------- |
| 19.01.2021 | MVV Maastricht (2)      | 2:2 n. V. (2:2, 2:1) (4:5 i. E.) | Excelsior Rotterdam (2) |
| 19.01.2021 | Vitesse Arnheim (1)     | 2:1 (1:0)                        | ADO Den Haag (1)        |
| 19.01.2021 | FC Volendam (2)         | 0:2 (0:0)                        | PSV Eindhoven (1)       |
| 20.01.2021 | FC Emmen (1)            | 1:2 (1:0)                        | SC Heerenveen (1)       |
| 20.01.2021 | Feyenoord Rotterdam (1) | 3:2 (1:1)                        | Heracles Almelo (1)     |
| 20.01.2021 | AZ Alkmaar (1)          | 0:1 (0:1)                        | Ajax Amsterdam (1)      |
| 21.01.2021 | NEC Nijmegen (2)        | 3:2 n. V. (1:1, 0:0)             | Fortuna Sittard (1)     |
| 21.01.2021 | VVV-Venlo (1)           | 1:0 (1:0)                        | Go Ahead Eagles (2)     |

In Klammern das jeweilige Ligalevel.

## Viertelfinale
| Datum      |                         | Ergebnis             |                         |
| ---------- | ----------------------- | -------------------- | ----------------------- |
| 09.02.2021 | Excelsior Rotterdam (2) | 0:1 (0:0)            | Vitesse Arnheim (1)     |
| 10.02.2021 | Ajax Amsterdam (1)      | 2:1 (2:0)            | PSV Eindhoven (1)       |
| 17.02.2021 | NEC Nijmegen (2)        | 1:2 n. V. (1:1, 0:1) | VVV-Venlo (1)           |
| 17.02.2021 | SC Heerenveen (1)       | 4:3 (1:0)            | Feyenoord Rotterdam (1) |

In Klammern das jeweilige Ligalevel.

## Halbfinale
| Datum      |                     | Ergebnis  |                    |
| ---------- | ------------------- | --------- | ------------------ |
| 02.03.2021 | Vitesse Arnheim (1) | 2:0 (0:0) | VVV-Venlo (1)      |
| 03.03.2021 | SC Heerenveen (1)   | 0:3 (0:1) | Ajax Amsterdam (1) |

In Klammern das jeweilige Ligalevel.

## Finale
| Ajax Amsterdam                        | Ajax Amsterdam | Vitesse Arnheim | Vitesse Arnheim |
| ------------------------------------- | --- | --- | --------------- |
| Ajax Amsterdam                        | \| 18. April 2021 in Rotterdam (De Kuip) \| \| Ergebnis: 2:1 (1:1) \| \| Zuschauer: keine \| \| Schiedsrichter: Björn Kuipers \| \| Spielbericht \| | \| 18. April 2021 in Rotterdam (De Kuip) \| \| Ergebnis: 2:1 (1:1) \| \| Zuschauer: keine \| \| Schiedsrichter: Björn Kuipers \| \| Spielbericht \| | Vitesse Arnheim |
| Ajax Amsterdam                        | Maarten Stekelenburg – Devyne Rensch (75. Perr Schuurs), Jurriën Timber, Lisandro Martínez, Nicolás Tagliafico – Edson Álvarez, Davy Klaassen (88. Jurgen Ekkelenkamp), Ryan Gravenberch – Antony (87. David Neres), Sébastien Haller, Dušan Tadić Cheftrainer: Erik ten Hag | Remko Pasveer – Eli Dasa (46. Alois Oroz), Danilho Doekhi, Riechedly Bazoer, Jacob Rasmussen, Maximilian Wittek (89. Tomáš Hájek) – Matúš Bero, Oussama Tannane (89. Oussama Darfalou), Sondre Tronstad – Armando Broja, Loïs Openda (65. Idrissa Touré) Cheftrainer: Thomas Letsch ( Deutschland) | Vitesse Arnheim |
| Ajax Amsterdam                        | 1:0 Gravenberch (23.) 2:1 Neres (90.+1') | 1:1 Openda (30.) | Vitesse Arnheim |
| Ajax Amsterdam                        | Tagliafico (90+3.) | Tannane (63.), Touré (72.), Wittek (74.), Bero (90.+3') | Vitesse Arnheim |
| Ajax Amsterdam                        | Rasmussen (86.) | | Vitesse Arnheim |
| 18. April 2021 in Rotterdam (De Kuip) | | |                 |
| Ergebnis: 2:1 (1:1)                   | | |                 |
| Zuschauer: keine                      | | |                 |
| Schiedsrichter: Björn Kuipers         | | |                 |
| Spielbericht                          | | |                 |